# Mont Anik
Le mont Anik (en russe : гора Аник) est le sommet le plus élevé du kraï du Primorié (dans le raïon de Pojarskoïe), en Russie. Il est situé dans le nord du kraï, sur la frontière avec le kraï de Khabarovsk. Avec une altitude de 1 932 m, le mont Anik est le troisième sommet le plus élevé de la cordillère de Sikhote-Aline, après les monts Tordoki Iani et Ko.